# Raadna
Raadna − wieś w Estonii, w prowincji Jõgevamaa, w gminie Mustvee.
W latach 1991–2017 (do reformy administracyjnej gmin Estonii) wieś znajdowała się w gminie Lohusuu.